# Bälingeberget

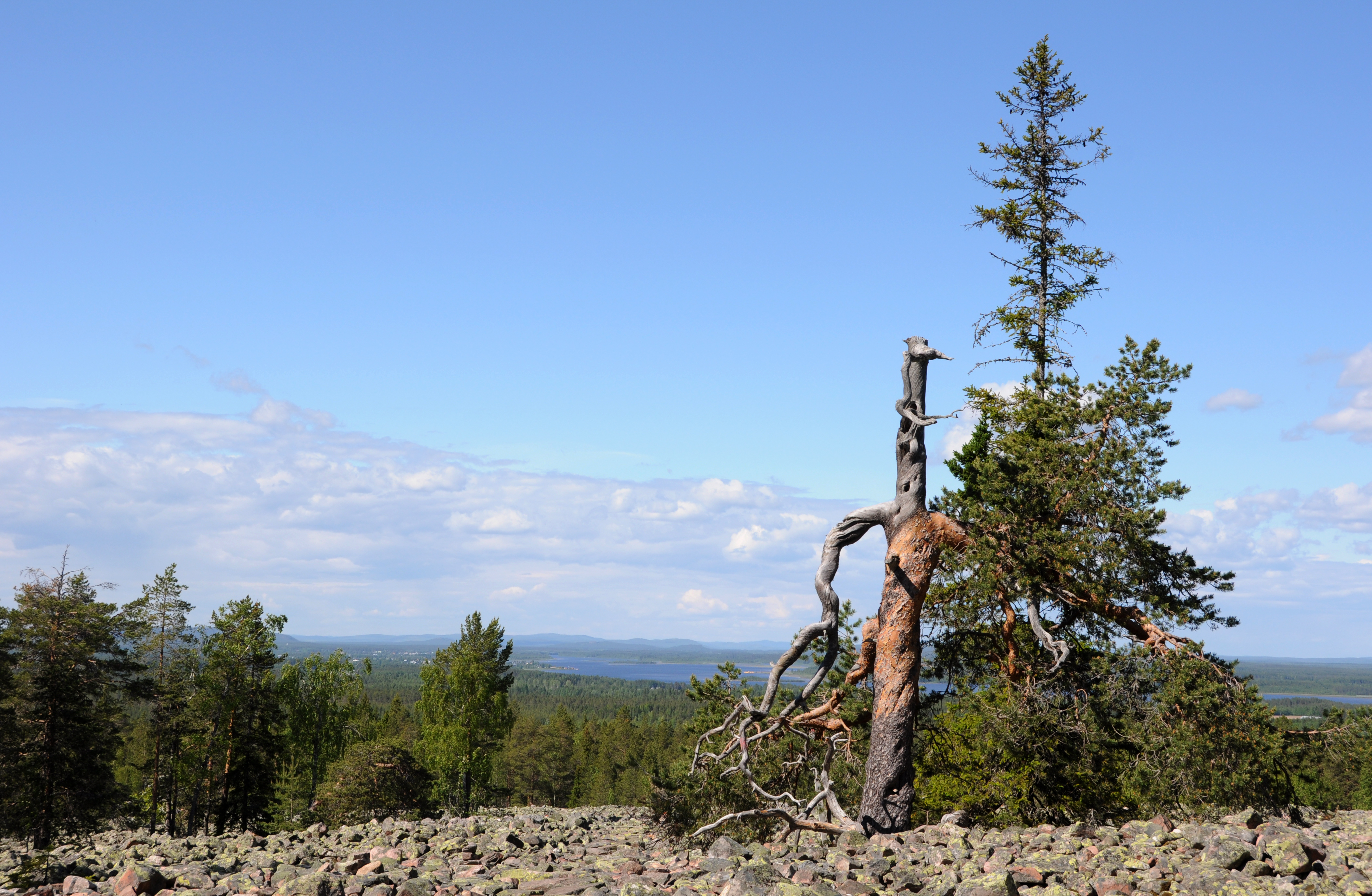
Utsikt från klapperstensfältet på Bälingeberget.

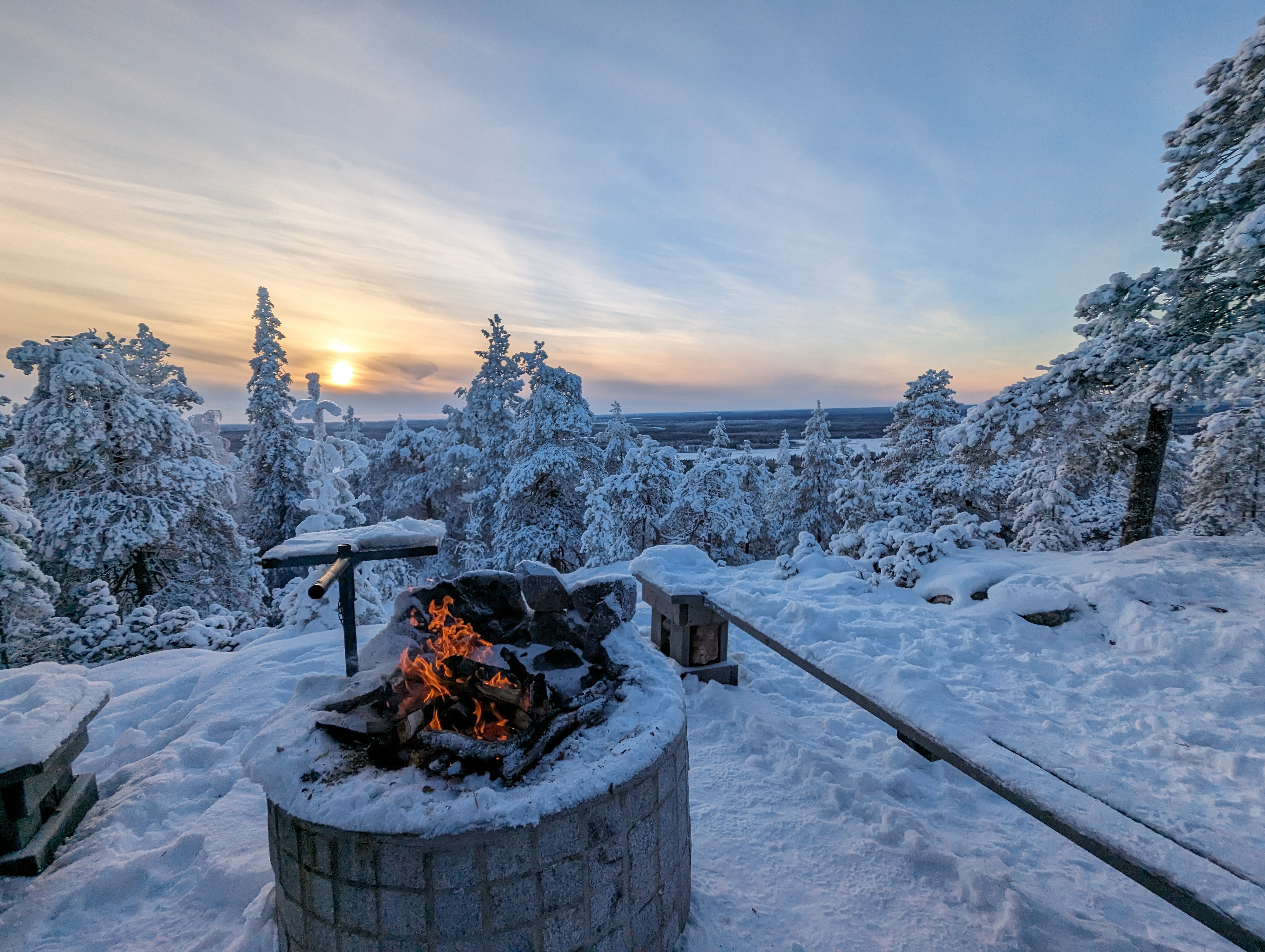
Bälingeberget på vintern

Bälingebergets är ett naturreservat i Luleå kommun. Det ligger någon kilometer sydväst om byn Bälinge. Berget är 139 meter högt.
Naturreservatet bildades 1967 och revideras 2004. Det är 2,8 kvadratkilometer stort.